# Ngandzalé
Ngandzalé este un oraș în Comore, în  insula autonomă Anjouan. În 2012 avea o populație de 8135, iar la recensământul din 1991 avea 4252 locuitori.